# Pine Hollow
Pine Hollow az Amerikai Egyesült Államok északnyugati részén, Oregon állam Wasco megyéjében elhelyezkedő statisztikai település. A 2020. évi népszámlálási adatok alapján 531 lakosa van.

## Népesség
A település népességének változása:
| Lakosok száma | 424  | 494  | 531  |
|               | 2000 | 2010 | 2020 |